# Parachironomus luctuosus
Parachironomus luctuosus är en tvåvingeart som först beskrevs av Jean-Jacques Kieffer 1926.  Parachironomus luctuosus ingår i släktet Parachironomus och familjen fjädermyggor.
Artens utbredningsområde är Tyskland. Inga underarter finns listade i Catalogue of Life.